# Raión de Joiniki
Jóiniki (en bielorruso: Хойніцкі раён) es un raión o distrito de Bielorrusia, en la provincia (vóblast) de Gómel. Comprende una superficie de 2029 km². Su capital es la ciudad de Jóiniki.

## Demografía
Según estimación 2010 contaba con una población total de 22412 habitantes.

## Subdivisiones
Comprende la ciudad subdistrital de Jóiniki (la capital) y los siguientes seis consejos rurales:
- Aléksichy (con capital en Hlínishcha)
- Barýsaushchyna
- Vialiki Bor
- Pasélichy
- Stralíchava
- Sudkova